# Liste der denkmalgeschützten Objekte in Bad St. Leonhard im Lavanttal
Die Liste der denkmalgeschützten Objekte in Bad Sankt Leonhard enthält die 21 denkmalgeschützten, unbeweglichen Objekte der Kärntner Gemeinde Bad St. Leonhard im Lavanttal.

## Denkmäler
| Foto |                 | Denkmal                                                                                  | Standort                                                                                      | Beschreibung | Metadaten |
| ---- | --------------- | ---------------------------------------------------------------------------------------- | --------------------------------------------------------------------------------------------- | --- | --- |
| ja   | Datei hochladen | Stadtbefestigung (Gesamtanlage), Stadtanlage/Stadtmauer HERIS-ID: 46446 Objekt-ID: 48489 | Bad St. Leonhard im Lavanttal Standort KG: Bad St. Leonhard                                   | Die Stadtmauer wurde im 14. Jahrhundert errichtet. Geschützt ist hier der Bereich im Westen der Altstadt, um die Burg Gomarn. | BDA-Hist.: Q38021667 Status: § 2a Stand der BDA-Liste: 2025-06-30 Name: Stadtbefestigung (Gesamtanlage), Stadtanlage/Stadtmauer GstNr.: .73, 121, 124, 92, 93 Stadtbefestigung Bad Sankt Leonhard |
| ja   | Datei hochladen | Burgruine Gomarn HERIS-ID: 35417 Objekt-ID: 34175seit 2012                               | neben Kirchgasse 63 Standort KG: Bad St. Leonhard                                             | Von der ausgedehnten, großteils aus dem 14. Jahrhundert stammenden Burg an der Westecke der Stadtmauer sind der quadratische Bergfried und Außenmauern des viergeschoßigen Palas erhalten. | BDA-Hist.: Q1012007 Status: Bescheid Stand der BDA-Liste: 2025-06-30 Name: Burgruine Gomarn GstNr.: .73 Burgruine Gomarn                                                                          |
| ja   | Datei hochladen | Römischer Grabstein HERIS-ID: 64565 Objekt-ID: 77301                                     | Hauptplatz Standort KG: Bad St. Leonhard                                                      | Der römerzeitliche Grabstein zeigt das Brustbild eines Mannes mit Inschrift. | BDA-Hist.: Q38107525 Status: § 2a Stand der BDA-Liste: 2025-06-30 Name: Römischer Grabstein GstNr.: 942/2                                                                                         |
| ja   | Datei hochladen | Mariensäule HERIS-ID: 57640 Objekt-ID: 67882                                             | Hauptplatz Standort KG: Bad St. Leonhard                                                      | Die Mariensäule ist mit 1732 bezeichnet. Auf der Säule steht die Figur der Maria Immaculata, am Sockel die Pestheiligen Rochus und Sebastian. | BDA-Hist.: Q38077595 Status: § 2a Stand der BDA-Liste: 2025-06-30 Name: Mariensäule GstNr.: 942/1 Bad Sankt Leonhard - Mariensäule                                                                |
| ja   | Datei hochladen | Pfarrhof HERIS-ID: 64563 Objekt-ID: 77299                                                | Hauptplatz 59 Standort KG: Bad St. Leonhard                                                   | Am zweigeschoßigen Eckhaus des 18. Jahrhunderts wurde 1986 ein eingeschoßiger Pfarrsaal angebaut. | BDA-Hist.: Q38107495 Status: § 2a Stand der BDA-Liste: 2025-06-30 Name: Pfarrhof GstNr.: .67 |
| ja   | Datei hochladen | Stadtanlage/Stadtmauer und Turmbau HERIS-ID: 46445 Objekt-ID: 48488                      | Höllgasse 19a Standort KG: Bad St. Leonhard                                                   | Die Stadtmauer wurde im 14. Jahrhundert errichtet. An der Innenseite der Stadtmauer im nördlichen Bereich steht ein turmartiger spätgotischer Bau mit abgefastem Rundbogenportal, einem kleinen Fenster darüber und einem großen spätgotischen Fenster mit Stabgewände im Obergeschoß. | BDA-Hist.: Q38021657 Status: Bescheid Stand der BDA-Liste: 2025-06-30 Name: Stadtanlage/Stadtmauer und Turmbau GstNr.: 34, 592, 611/1 Stadtbefestigung Bad Sankt Leonhard                         |
| ja   | Datei hochladen | Schloss Ehrenfels mit Basteimauer HERIS-ID: 64566 Objekt-ID: 77302                       | Höllgasse 125 Standort KG: Bad St. Leonhard                                                   | Das heute unscheinbare, im 16. Jahrhundert um einen trapezförmigen Hof errichtete Gebäude war in die Stadtbefestigung einbezogen. Nach schweren Schäden im Zweiten Weltkrieg wurde es in den 1950er-Jahren renoviert. | BDA-Hist.: Q2240756 Status: Bescheid Stand der BDA-Liste: 2025-06-30 Name: Schloss Ehrenfels mit Basteimauer GstNr.: .1, 1 Schloss Ehrenfels                                                      |
| ja   | Datei hochladen | Figur, Christus im Leid HERIS-ID: 64532 Objekt-ID: 77265                                 | westlich bei Leonhardikirche Standort KG: Bad St. Leonhard                                    | Die Figur aus der zweiten Hälfte des 18. Jahrhunderts zeigt stilistische Verwandtschaft mit den Steinfiguren westlich des Friedhofs von Wolfsberg. | BDA-Hist.: Q38107355 Status: § 2a Stand der BDA-Liste: 2025-06-30 Name: Figur, Christus im Leid GstNr.: 918 Bad Sankt Leonhard - Christus im Leid                                                 |
| ja   | Datei hochladen | Kreuzwegkapelle, Ölbergkapelle HERIS-ID: 64561 Objekt-ID: 77297                          | an der Einmündung des Steinerdenweges in die Klagenfurterstraße Standort KG: Bad St. Leonhard | Diese Wegkapelle beinhaltet eine barocke Schnitzgruppe „Christus am Ölberg“ aus der ersten Hälfte des 18. Jahrhunderts. | BDA-Hist.: Q38107481 Status: § 2a Stand der BDA-Liste: 2025-06-30 Name: Kreuzwegkapelle, Ölbergkapelle GstNr.: 295                                                                                |
| ja   | Datei hochladen | Ehem. Spitalskirche/Zur lieben Frau Maria HERIS-ID: 64562 Objekt-ID: 77298               | neben Klagenfurterstraße 73 Standort KG: Bad St. Leonhard                                     | Der kleine gotische Bau mit polygonalem Chor wurde 1959 als Gedächtniskapelle adaptiert. Die Kirche beherbergt eine Beweinungsgruppe von Johann Hörmann aus dem Jahre 1767. | BDA-Hist.: Q38107486 Status: § 2a Stand der BDA-Liste: 2025-06-30 Name: Ehem. Spitalskirche/Zur lieben Frau Maria GstNr.: .126                                                                    |
| ja   | Datei hochladen | Kath. Filialkirche hl. Kunigunde HERIS-ID: 57639 Objekt-ID: 67881                        | Kirchgasse 63, gegenüber Standort KG: Bad St. Leonhard                                        | Die große, ursprünglich gotische Kirche mit eingezogenem Chor und Stützpfeilern am Langhaus wurde ab 1740 barock erneuert. Im mit 1588 bezeichneten Glockengeschoß des vorgestellten, im Kern gotischen Turms ist ein Renaissancefenster. Zur Einrichtung gehören der Hochaltar von Johann Sies von 1864, die Seitenaltäre vom Ende des 17. Jahrhunderts, mehrere große Ölgemälde und ein spätgotisches Schnitzkruzifix. | BDA-Hist.: Q1413124 Status: § 2a Stand der BDA-Liste: 2025-06-30 Name: Kath. Filialkirche hl. Kunigunde GstNr.: .72 Kunigundekirche in St. Leonhard im Lavanttal                                  |
| ja   | Datei hochladen | Kath. Pfarrkirche hl. Leonhard und Friedhof mit Karner HERIS-ID: 57641 Objekt-ID: 67883  | Erzbergstraße 81, bei Standort KG: Bad St. Leonhard                                           | Die große spätgotische dreischiffige Kirche mit Strebepfeilern wurde in der ersten Hälfte des 14. Jahrhunderts errichtet und Ende des 15. Jahrhunderts um den mächtigen leicht vorspringenden Fassadenturm ergänzt. Sie birgt Kärntens umfangreichsten Bestand gotischer Glasmalereien. Im kreuzrippengewölbten Chor ist der mächtige frühbarocke Hochaltar, im rechten Nebenchor ist ein spätgotischer Flügelaltar. Außen und innen gibt es einige Wappengrabsteine aus dem 14. bis 16. Jahrhundert. Im ehemals wehrhaftem Friedhof mit barockem Friedhofsportal befindet sich der romanische Karner. | BDA-Hist.: Q1492377 Status: § 2a Stand der BDA-Liste: 2025-06-30 Name: Kath. Pfarrkirche hl. Leonhard und Friedhof mit Karner GstNr.: .102 Pfarrkirche St. Leonhard im Lavanttal                  |
| ja   | Datei hochladen | Friedhof christlich HERIS-ID: 74245 Objekt-ID: 87645                                     | Standort KG: Bad St. Leonhard                                                                 | | BDA-Hist.: Q38134350 Status: § 2a Stand der BDA-Liste: 2025-06-30 Name: Friedhof christlich GstNr.: 546/1 Friedhof Bad Sankt Leonhard                                                             |
| ja   | Datei hochladen | Kath. Pfarrkirche hl. Ägidius und Friedhof HERIS-ID: 54581 Objekt-ID: 62898              | Schiefling Standort KG: Schiefling                                                            | Großer spätbarocker Bau. Mächtiger, vorgestellter, im Kern gotischer West-Turm, nicht in der Achse des Langhauses, mit barocken rundbogigen Schallöffnungen, Spitzdach. Südlicher zweigeschoßiger Sakristeianbau mit nach Süden gerichteter Giebelfassade. Halbrunde eingezogene Apsis. Spätgotisches West-Portal pfiliert, seitlich Fialen über Figurennischen, Kreuzblume und Krabben, Blendmaßwerk (Fischblasen) im Tympanon. | BDA-Hist.: Q38061399 Status: § 2a Stand der BDA-Liste: 2025-06-30 Name: Kath. Pfarrkirche hl. Ägidius und Friedhof GstNr.: 1/1 Pfarrkirche Schiefling im Lavanttal                                |
| ja   | Datei hochladen | Pfarrhof HERIS-ID: 64581 Objekt-ID: 77318                                                | Schiefling 9 Standort KG: Schiefling                                                          | | BDA-Hist.: Q38107573 Status: § 2a Stand der BDA-Liste: 2025-06-30 Name: Pfarrhof GstNr.: 23 |
| ja   | Datei hochladen | Burgruine Painburg (Teufenbach) HERIS-ID: 35418 Objekt-ID: 34176                         | nordöstlich Lichtengraben 1 Standort KG: Theißing                                             | Die Burgruine Painhof, auch Teufenbach genannt, ist eine ehemalige spätgotische Wasserburg, die erst nach 1420 errichtet und gegen Ende des 15. Jahrhunderts und in der ersten Hälfte des 16. Jahrhunderts noch bedeutend erweitert wurde. Es haben sich bedeutende, zum Teil dreigeschoßige Mauerreste erhalten. Innerhalb der Burg sind noch Reste der Alten Painburg, dem Vorgängerbau zu erkennen. | BDA-Hist.: Q37964096 Status: Bescheid Stand der BDA-Liste: 2025-06-30 Name: Burgruine Painburg (Teufenbach) GstNr.: 2165/1 Ruine Painburg                                                         |
| ja   | Datei hochladen | Schloss Lichtengraben (Teuffenbach) HERIS-ID: 63092 Objekt-ID: 75701                     | Lichtengraben 1 Standort KG: Theißing                                                         | Das viereckige, dreigeschoßige Gebäude mit Uhrentürmchen und Rustikaportal ist mit 1544 bezeichnet. An der Nordostecke befindet sich im ersten Stockwerk die ehemalige Kapelle. | BDA-Hist.: Q1426306 Status: Bescheid Stand der BDA-Liste: 2025-06-30 Name: Schloss Lichtengraben (Teuffenbach) GstNr.: .150/1 Schloss Lichtengraben                                               |
| ja   | Datei hochladen | Bauernhaus Schaller HERIS-ID: 57862 Objekt-ID: 68195seit 2018                            | bei Prebl 85 Standort KG: Twimberg                                                            | | BDA-Hist.: Q105645871 Status: Bescheid Stand der BDA-Liste: 2025-06-30 Name: Bauernhaus Schaller GstNr.: 1137                                                                                     |
| ja   | Datei hochladen | Aussichtswarte, Kärntner Sonnenturm HERIS-ID: 64582 Objekt-ID: 77319                     | beim Autobahnparkplatz südlich Abfahrt Bad St. Leonhard Standort KG: Twimberg                 | Der 24 Meter hohe Sonnenturm wurde 1986 errichtet und von Giselbert Hoke künstlerisch ausgestattet. | BDA-Hist.: Q38107583 Status: § 2a Stand der BDA-Liste: 2025-06-30 Name: Aussichtswarte, Kärntner Sonnenturm GstNr.: 227/2 Aussichtswarte Kaerntner Sonnenturm, Schönberg (Bad Sankt Leonhard)     |
| ja   | Datei hochladen | Burgruine Twimberg samt Wehrturm HERIS-ID: 46558 Objekt-ID: 48651                        | östlich von Twimberg 8, nördlich der Packer Straße Standort KG: Twimberg                      | Von der im 14. Jahrhundert groß ausgebauten und seit dem 17. Jahrhundert verfallenden Burg sind Teile des Festen Hauses (im Kern erste Hälfte 12. Jahrhundert), des Osttrakts (14./15. Jahrhundert), des mächtigen Bergfrieds (13. Jahrhundert) und des südlichen Vorwerks erhalten. 300 Meter nördlich davon steht ein 14 Meter hoher Wehrturm mit 2 Meter dicken Mauern aus dem 14. Jahrhundert. | BDA-Hist.: Q4998720 Status: Bescheid Stand der BDA-Liste: 2025-06-30 Name: Burgruine Twimberg samt Wehrturm GstNr.: 1900, 1901 Burgruine Twimberg                                                 |
| ja   | Datei hochladen | Schloss Wiesenau samt Park HERIS-ID: 35419 Objekt-ID: 34177                              | Wiesenau 1 Standort KG: Twimberg                                                              | Das dreigeschoßige Schloss über etwa quadratischem Grundriss ist ein Renaissancebau aus dem 16. Jahrhundert mit hohem Walmdach. | BDA-Hist.: Q2244140 Status: Bescheid Stand der BDA-Liste: 2025-06-30 Name: Schloss Wiesenau samt Park GstNr.: 844 Schloss Wiesenau                                                                |